# FC Viktoria Forst
FC Viktoria Forst was een Duitse voetbalclub uit Berge, een stadsdeel van Forst.

## Geschiedenis
De club werd in 1901 opgericht en speelde aanvankelijk in de schaduw van stadsgenoot FC Askania Forst. In 1921 werd de club kampioen van Niederlausitz en plaatste zich zo voor de eindronde om het Zuidoost-Duitse kampioenschap. In de halve finale won de club van SC Schlesien Breslau, maar moest in de finale het onderspit delven voor Vereinigte Breslauer Sportfreunde. Het volgende seizoen werd de eindronde voor het eerst in groepsfase gespeeld. Samen met de Breslauer Sportfreunde en Preußen Kattowitz had de club evenveel punten. In de beslissende wedstrijden wonnen de Sportfreunde beide wedstrijden en zo werd de club kampioen. Maar er werd nog een extra wedstrijd gespeeld om de deelnemer aan de Duitse eindronde om de landstitel aan te duiden, die Viktoria met glans won. In de eindronde verloor de club van SV Norden-Nordwest Berlin.
Het volgende seizoen werd de club geen kampioen in Niederlausitz, maar wel weer in 1924 en moest het in de eindronde opnieuw afleggen van de Breslauer Sportfreunde. In 1925/26 werd Viktoria voor de tweede keer kampioen van Zuidoost-Duitsland. In de Duitse eindronde verloor de club opnieuw in de eerste ronde, deze keer van TB Essener Schwarz-Weiß. In 1926/27 moest de club het in de Zuidoost-Duitse finale afleggen tegen Breslauer SC 08, maar sinds het voorgaande seizoen mochten ook de vicekampioen naar de eindronde zodat Viktoria zich voor de derde keer plaatste. Deze keer verpletterde SpVgg Fürth de club in de eerste ronde met 5-0.
Hierna duurde het tot 1929 vooraleer de club zich opnieuw kon plaatsen voor de Zuidoost-Duitse eindronde en werd derde. In 1930 werd de club vierde en in 1931 en 1932 laatste.
In 1933 fusioneerde de club met Fortuna Forst tot Viktoria-Fortuna Forst. Begin 1934 werd de naam veranderd in FC 1901 Forst. De club kon de successen van de jaren twintig echter niet meer herhalen en verdween na de invoering van de Gauliga naar de tweede klasse.
Het stadion van de club bevond zich, net als dat van stadsrivaal Askania, in het stadsdeel Berge, ten oosten van de rivier Neisse. Aan het einde van de Tweede Wereldoorlog werd dit gebied geannexeerd door de legertroepen van de Sovjet-Unie en zo werd het gebied een deel van Polen. Viktoria hield op te bestaan en er werd noch op Duitse, noch op Poolse bodem een nieuwe club opgericht.

## Erelijst
Kampioen Zuidoost-Duitsland
1925